# Hylaeus stictifrons
Hylaeus stictifrons är en biart som först beskrevs av Cockerell 1936.  Hylaeus stictifrons ingår i släktet citronbin, och familjen korttungebin. Inga underarter finns listade i Catalogue of Life.